# Peter Vikström
Peter Vikström (* 4. Januar 1977 in Piteå) ist ein ehemaliger schwedischer Rollstuhltennisspieler.

## Karriere
Peter Vikström begann im Alter von 21 Jahren mit dem Rollstuhltennis und startet seitdem in der Klasse der Paraplegiker. Er nahm in seiner Karriere an vier Paralympischen Spielen teil.
2000 und 2004 blieb er bei den Paralympics ohne Medaillengewinn. 2000 erreichte er im Einzel die zweite Runde und im Doppel das Achtelfinale. Vier Jahre später verbesserte er sich um jeweils eine Runde: im Einzel schied er im Achtelfinale, im Doppel im Viertelfinale aus. In der Doppelkonkurrenz gewann er 2008 mit Stefan Olsson die Silbermedaille. Im Finale unterlagen sie Stéphane Houdet und Michaël Jeremiasz. Vier Jahre später gewannen er und Olsson in London die Goldmedaille, nachdem sie im Endspiel Frédéric Cattaneo und Nicolas Peifer besiegt hatten.
Beim Wheelchair Tennis Masters erreichte er 2008 das Finale im Doppelwettbewerb, das er mit Stefan Olsson gegen Maikel Scheffers und Ronald Vink gewann. In der Weltrangliste erreichte er seine besten Platzierungen mit Rang acht im Einzel am 8. November 2004 sowie Rang sechs im Doppel am 26. September 2005.
Er beendete 2015 seine Karriere.